# Ernst Schäffer
Johann Ernst Schäffer (* 29. November 1812 in Böhne; † 6. Mai 1878 in Wellen) war ein deutscher Gutsbesitzer und Politiker.

## Leben
Schäffer war der Sohn des Richters und Gutsbesitzers Johannes Schäffer (1776–1837) und dessen Ehefrau Maria Elisabeth, geborene Voß (1776–1848). Er heiratete am 27. Januar 1839 in Wellen die Witwe Barbara Katharine Seibel geborene Helmetag (1808–1893). Schäffer war Gutsbesitzer in Wellen, wo er 1855 bis 1864 auch Bürgermeister war.
1859 bis 1878 war er Abgeordneter im Landtag des Fürstentums Waldeck-Pyrmont. Er wurde im Wahlkreis Kreis der Eder gewählt.